# Giovan Battista Pellegrini
Pour les articles homonymes, voir Pellegrini.
Giovan Battista Pellegrini, né à Cencenighe Agordino, dans la province de Bellune (Italie), le 23 février 1921 et mort à Padoue le 3 février 2007, est un linguiste italien, spécialiste de linguistique historique, qui a enseigné aux universités de Pise, de Palerme et de Trieste, avant de devenir professeur de linguistique historique à l'université de Padoue.

## Biographie
Giovan Battista Pellegrini fait ses études secondaires au lycée Tiziano (Le Titien) de Bellune. En février 1941, il est mobilisé dans les Alpins ; malade, il échappe de peu à l'envoi sur le front russe. Il est démobilisé à l'automne 1943.
Il obtient son doctorat à l'université de Padoue sous la direction de Carlo Tagliavini en 1945 ; sa thèse porte sur Il dialetto di Cencenighe e di S. Tomaso (Agordino). En 1946, il complète son doctorat par un diplôme de linguistique historique, en soutenant une thèse sur I nomi locali del Medio ed Alto Cordevole (publiée en 1948).
De 1946 à 1956, appelé par son homonyme Silvio Pellegrini, directeur de l'Institut de philologie romane de l'université de Pise, il devient assistant à Pise et enseigne la philologie romane. De 1956 à 1958, il enseigne la linguistique historique à l'université de Palerme. Après un passage à l'université de Trieste, il obtient enfin la chaire de professeur de linguistique historique à Padoue en 1964.
En 1990, il est élu membre correspondant de l'Accademia della Crusca.
En 1951, il avait épousé Gabriella Gerardis, d'une famille notable de Bellune, avec laquelle il eut trois fils.

## Apports scientifiques
G.B. Pellegrini a apporté une contribution très significative à la connaissance des langues et dialectes anciens et actuels de la Vénétie et de l'ensemble des Alpes orientales : vénète (venetico), ladin, frioulan, dialecte vénitien (veneto), en s'appuyant sur l'épigraphie, la toponymie et les méthodes de la linguistique historique et comparée et de la dialectologie. Son passage à l'université de Trieste l'amène à lancer le projet d'un atlas consacré au frioulan, qui est devenu l’Atlante storico-linguistico-etnografico friulano (ASLEF), publié en six volumes entre 1972 et 1986.

## Publications
- Contributo allo studio della romanizzazione della Provincia di Belluno (coll. « Pubblicazioni della Facoltà di lettere e filosofia dell’Università di Padova », 16), Padoue, 1949.
- La lingua venetica (avec Aldo Luigi Prosdocimi), Padoue, Istituto di glottologia dell'Universita di Padova - Firenze, Circolo linguistico fiorentino, 1967.
- Introduzione all’Atlante Storico-Linguistico-Etnografico Friulano, Padova/Udine, Istituto di glottologia dell’Università di Padova/Istituto di filologia romanza della Facoltà di letterature straniere di Trieste con sede in Udine, 1972.
- Saggi sul ladino dolomitico e sul friulano, Bari, Adriatica, 1972.
- Studi di dialettologia e filologia veneta, Pisa, Pacini, 1977.
- (avec Alberto Zamboni), La flora popolare friulana. Contributo all’analisi etimologica e areale del lessico regionale del Friuli-Venezia Giulia, Udine, Casamassima, 1982.
- Ricerche di toponomastica veneta, Padova, CLESP, 1987.
- (avec Carla Marcato), Terminologia agricola friulana, Udine, SFF, t. I, 1988 ; t. II, , 1992.
- La genesi del retoromanzo (o ladino) (« Beihefte zur Zeitschrift für romanische Philologie », 238), Tübingen, Max Niemeyer, 1991.
- Il Museo archeologico cadorino e il Cadore preromano e romano, Magnifica Comunità di Cadore - Regione del Veneto, 1991.
- Dal venetico al veneto. Studi linguistici preromani e romanzi, Padova, Editoriale Programma, 1991.